# シー・フォルダ
株式会社シー・フォルダ（英名：C・FOLDER）は、東京都港区にある芸能事務所。主にフリーアナウンサーを擁する。

## 所属タレント
2016年5月現在
- 井内志保
- 岩田まこ都
- 潮香緒里
- 内田あゆみ
- 小穴薫
- 小川まどか
- 押野浩子
- 柏田久美子
- 片山侑紀
- 川辺小都子
- 河原美沙都
- 黒澤詩音
- 小嶋亜由美
- 後藤歩
- 小室早弥香
- 菰田敦子
- 道祖土絵美
- 斉藤珠美
- 柴田愛子
- 城向あかり
- 鈴木康子
- 瀬川慶
- 高井理江
- 竹井志織
- 巽房子
- 田村麻実
- 丁野奈都子
- 月村志乃
- 手代木彩里
- 堂下眞奈美
- 信澤美穂
- 原谷由衣
- 福原奈見
- 藤岡英里
- 前田梨紗
- 横手久美子
- 吉田理恵
- 渡辺一宏

### 協力タレント
- 戸北宗寛
- 鳥谷部咲子
- 松本浩之
- 三田涼子

## 過去の所属タレント
- あおい有紀
- あまやゆか
- 大森由布子
- 掛橋愛理
- 我山亜希子
- 村田美紀
- 矢澤英子
- 山内木の実
- 河田京子
- 服部由佳
- 山浦真帆
- 木幡ケンヂ（協力タレント）
- 郡正夫（協力タレント）
- 葉坂勇也（協力タレント）
- 図師英嗣（協力タレント）
- 高田春菜（協力タレント）
- おおご菜夕（協力タレント）